# Wahlkreis Marne II
Der Wahlkreis Marne II ist seit 1986 ein Wahlkreis (französisch circonscription électorale) für die Wahl der Nationalversammlung.

## Wahlergebnisse

### Parlamentswahl 2002
| Kandidaten                                     | Kandidaten                | Parteien                                              | 1. Wahlgang | 1. Wahlgang | 2. Wahlgang | 2. Wahlgang |
| Kandidaten                                     | Kandidaten                | Parteien                                              | Stimmen     | %           | Stimmen     | %           |
| ---------------------------------------------- | ------------------------- | ----------------------------------------------------- | ----------- | ----------- | ----------- | ----------- |
|                                                | Catherine Vautringewählt  | DVD – Rassemblement pour la République                | 7.800       | 20,2        | 19.273      | 54,0        |
|                                                | Adeline Hazan             | SOC – Parti socialiste / Parti radical de gauche (PS) | 11.707      | 30,4        | 16.449      | 46,0        |
|                                                | Jacques Douadi            | UDF – Union pour la démocratie française              | 5.333       | 13,8        |             |             |
|                                                | Claude Maffioli           | UMP – Union pour la majorité présidentielle           | 4.533       | 11,8        |             |             |
|                                                | Séverina Chazerie         | FN – Front national                                   | 4.343       | 11,3        |             |             |
|                                                | Monique Foulard           | COM – Parti communiste français                       | 950         | 2,5         |             |             |
|                                                | Louis Ansay               | MPF – Mouvement pour la France                        | 704         | 1,8         |             |             |
|                                                | Patrick Lejeune           | ECO – Le Trèfle – Les nouveaux écologistes            | 648         | 1,7         |             |             |
|                                                | Marie-Hélène Bourdaud'Hui | LCR – Ligue communiste révolutionnaire                | 616         | 1,6         |             |             |
|                                                | Thomas Rose               | LO – Lutte Ouvrière                                   | 585         | 1,5         |             |             |
|                                                | Nicole Trémoulet          | MNR – Mouvement national républicain                  | 415         | 1,1         |             |             |
|                                                | Françoise Bernard         | PREP – Pôle républicain                               | 372         | 1,0         |             |             |
|                                                | Pascal Fetkenheuer        | ECO – Confédération des écologistes indépendants      | 221         | 0,6         |             |             |
|                                                | Christian Sanchez         | ECO – Génération Écologie                             | 157         | 0,4         |             |             |
|                                                | Roger Paris               | DVD – Centre national des indépendants et paysans     | 142         | 0,4         |             |             |
| Gesamt                                         | Gesamt                    | Gesamt                                                | 38.526      | 100         | 35.722      | 100         |
|                                                |                           |                                                       |             |             |             |             |
| Ungültige Stimmen                              | Ungültige Stimmen         | Ungültige Stimmen                                     | 683         | 1,7         | 1.326       | 3,6         |
| Wähler                                         | Wähler                    | Wähler                                                | 39.209      | 60,5        | 37.048      | 57,1        |
| Wahlberechtigte                                | Wahlberechtigte           | Wahlberechtigte                                       | 64.859      |             | 64.862      |             |
|                                                |                           |                                                       |             |             |             |             |
| Quellen: Innenministerium, Ergebnis – Parteien |                           |                                                       |             |             |             |             |

### Parlamentswahl 2007
| Kandidaten               | Kandidaten               | Parteien                                                      | 1. Wahlgang | 1. Wahlgang | 2. Wahlgang | 2. Wahlgang |
| Kandidaten               | Kandidaten               | Parteien                                                      | Stimmen     | %           | Stimmen     | %           |
| ------------------------ | ------------------------ | ------------------------------------------------------------- | ----------- | ----------- | ----------- | ----------- |
|                          | Catherine Vautringewählt | UMP – Union pour un mouvement populaire                       | 17.996      | 47,8        | 20.511      | 56,9        |
|                          | Adeline Hazan            | SOC – Parti socialiste                                        | 9.862       | 26,2        | 15.520      | 43,1        |
|                          | Jacques Douadi           | UDFD – Union pour la démocratie française/Mouvement démocrate | 4.155       | 11,0        |             |             |
|                          | Hélène Piault-Maurel     | FN – Front national                                           | 1.579       | 4,2         |             |             |
|                          | Thierry Wippler          | VEC – Les Verts                                               | 1.044       | 2,8         |             |             |
|                          | Mathilde Lasserre        | EXG – Ligue communiste révolutionnaire                        | 1.023       | 2,7         |             |             |
|                          | Patrice Monoy            | COM – Parti communiste français                               | 828         | 2,2         |             |             |
|                          | Thomas Rose              | EXG – Lutte Ouvrière                                          | 478         | 1,3         |             |             |
|                          | Anne Lauwaert            | MPF – Mouvement pour la France                                | 291         | 0,8         |             |             |
|                          | Colette Leclercq-Chaudet | DIV – Unabh.                                                  | 229         | 0,6         |             |             |
|                          | Martine Dervin           | EXD – MNR – Alliance patriotique                              | 200         | 0,5         |             |             |
| Gesamt                   | Gesamt                   | Gesamt                                                        | 37.685      | 100         | 36.031      | 100         |
|                          |                          |                                                               |             |             |             |             |
| Ungültige Stimmen        | Ungültige Stimmen        | Ungültige Stimmen                                             | 869         | 2,3         | 1.220       | 3,3         |
| Wähler                   | Wähler                   | Wähler                                                        | 38.554      | 57,2        | 37.251      | 55,3        |
| Wahlberechtigte          | Wahlberechtigte          | Wahlberechtigte                                               | 67.392      |             | 67.389      |             |
|                          |                          |                                                               |             |             |             |             |
| Quelle: Innenministerium |                          |                                                               |             |             |             |             |

### Parlamentswahl 2012
| Kandidaten               | Kandidaten               | Parteien                                                                              | 1. Wahlgang | 1. Wahlgang | 2. Wahlgang | 2. Wahlgang |
| Kandidaten               | Kandidaten               | Parteien                                                                              | Stimmen     | %           | Stimmen     | %           |
| ------------------------ | ------------------------ | ------------------------------------------------------------------------------------- | ----------- | ----------- | ----------- | ----------- |
|                          | Catherine Vautringewählt | UMP – Union pour un mouvement populaire                                               | 16.703      | 41,8        | 20.640      | 53,0        |
|                          | Éric Quénard             | SOC – Parti socialiste                                                                | 14.427      | 36,1        | 18.274      | 47,0        |
|                          | Pascale Evanno           | FN – Front national                                                                   | 5.080       | 12,7        |             |             |
|                          | Françoise Georges        | FG – Front de gauche (Parti communiste français)                                      | 1.454       | 3,6         |             |             |
|                          | Nadine Cortial           | VEC – Europe Écologie Les Verts                                                       | 1.037       | 2,6         |             |             |
|                          | Florence Gaucher         | ECO – Le Trèfle – Les nouveaux écologistes / Mouvement hommes animaux nature (LT-LNÉ) | 382         | 1,0         |             |             |
|                          | Jeannine Mazzoleni-Moyse | DVD – Debout la République                                                            | 258         | 0,6         |             |             |
|                          | Thomas Rose              | EXG – Lutte Ouvrière                                                                  | 216         | 0,5         |             |             |
|                          | Catherine Huat           | ECO – Alliance écologiste indépendante                                                | 192         | 0,5         |             |             |
|                          | Élodie Julhes            | EXG – Nouveau Parti anticapitaliste                                                   | 186         | 0,5         |             |             |
|                          | Patrick Weber            | DIV – Unabh.                                                                          | 14          | 0,0         |             |             |
| Gesamt                   | Gesamt                   | Gesamt                                                                                | 39.949      | 100         | 38.914      | 100         |
|                          |                          |                                                                                       |             |             |             |             |
| Ungültige Stimmen        | Ungültige Stimmen        | Ungültige Stimmen                                                                     | 437         | 1,1         | 944         | 2,4         |
| Wähler                   | Wähler                   | Wähler                                                                                | 40.386      | 55,6        | 39.858      | 54,9        |
| Wahlberechtigte          | Wahlberechtigte          | Wahlberechtigte                                                                       | 72.609      |             | 72.605      |             |
|                          |                          |                                                                                       |             |             |             |             |
| Quelle: Innenministerium |                          |                                                                                       |             |             |             |             |

### Parlamentswahl 2017
| Kandidaten               | Kandidaten                  | Parteien                                                 | 1. Wahlgang | 1. Wahlgang | 2. Wahlgang | 2. Wahlgang |
| Kandidaten               | Kandidaten                  | Parteien                                                 | Stimmen     | %           | Stimmen     | %           |
| ------------------------ | --------------------------- | -------------------------------------------------------- | ----------- | ----------- | ----------- | ----------- |
|                          | Aina Kuricgewählt           | REM – La République en marche                            | 11.839      | 34,3        | 14.176      | 51,2        |
|                          | Catherine Vautrin           | LR – Les Républicains                                    | 9.115       | 26,4        | 13.508      | 48,8        |
|                          | Cindy Demange               | FN – Front national                                      | 5.552       | 16,1        |             |             |
|                          | Victorien Pâté              | FI – La France insoumise                                 | 3.459       | 10,0        |             |             |
|                          | Imane Maniani               | SOC – Parti socialiste                                   | 1.869       | 5,4         |             |             |
|                          | Patricia Coradel            | ECO – Europe Écologie Les Verts                          | 913         | 2,6         |             |             |
|                          | Daniel Ménard               | DLF – Debout la France                                   | 654         | 1,9         |             |             |
|                          | Catherine Huat              | ECO – Mouvement 100 % (Alliance écologiste indépendante) | 410         | 1,2         |             |             |
|                          | Thomas Rose                 | EXG – Lutte Ouvrière                                     | 345         | 1,0         |             |             |
|                          | Evelyne Fernandez-Toussaint | DIV – Union populaire républicaine                       | 187         | 0,5         |             |             |
|                          | Axel Gaucher                | DIV – Unabh.                                             | 134         | 0,4         |             |             |
| Gesamt                   | Gesamt                      | Gesamt                                                   | 34.477      | 100         | 27.684      | 100         |
|                          |                             |                                                          |             |             |             |             |
| Leere Stimmzettel        | Leere Stimmzettel           | Leere Stimmzettel                                        | 296         | 0,8         | 2.028       | 6,6         |
| Ungültige Stimmzettel    | Ungültige Stimmzettel       | Ungültige Stimmzettel                                    | 154         | 0,4         | 811         | 2,7         |
| Wähler                   | Wähler                      | Wähler                                                   | 34.927      | 47,8        | 30.523      | 41,7        |
| Wahlberechtigte          | Wahlberechtigte             | Wahlberechtigte                                          | 73.133      |             | 73.131      |             |
|                          |                             |                                                          |             |             |             |             |
| Quelle: Innenministerium |                             |                                                          |             |             |             |             |

### Parlamentswahl 2022
Die Wahl wurde vom Verfassungsrat für ungültig erklärt.
| Kandidaten               | Kandidaten                 | Parteien                                                                   | 1. Wahlgang | 1. Wahlgang | 2. Wahlgang | 2. Wahlgang |
| Kandidaten               | Kandidaten                 | Parteien                                                                   | Stimmen     | %           | Stimmen     | %           |
| ------------------------ | -------------------------- | -------------------------------------------------------------------------- | ----------- | ----------- | ----------- | ----------- |
|                          | Anne-Sophie Frigoutgewählt | RN – Rassemblement National                                                | 7.213       | 22,0        | 14.650      | 54,8        |
|                          | Lynda Meguenine            | NUP – Nouvelle union populaire écologique et sociale (La France insoumise) | 7.369       | 22,5        | 12.080      | 45,2        |
|                          | Laure Miller               | ENS – Ensemble ! (La République en marche)                                 | 6.964       | 21,2        |             |             |
|                          | Aina Kuric                 | DVC – Horizons Diss.                                                       | 4.103       | 12,5        |             |             |
|                          | Stéphane Lang              | LR – Les Républicains                                                      | 3.565       | 10,9        |             |             |
|                          | Jean-Claude Philipot       | REC – Reconquête                                                           | 1.603       | 4,9         |             |             |
|                          | Nesma Sayoud               | ECO – Écologie au centre                                                   | 1.139       | 3,5         |             |             |
|                          | Thomas Rose                | EXG – Lutte Ouvrière                                                       | 461         | 1,4         |             |             |
|                          | Werner Laventure           | DSV – Les Patriotes                                                        | 392         | 1,2         |             |             |
| Gesamt                   | Gesamt                     | Gesamt                                                                     | 32.809      | 100         | 26.730      | 100         |
|                          |                            |                                                                            |             |             |             |             |
| Leere Stimmzettel        | Leere Stimmzettel          | Leere Stimmzettel                                                          | 433         | 1,3         | 4.716       | 14,5        |
| Ungültige Stimmzettel    | Ungültige Stimmzettel      | Ungültige Stimmzettel                                                      | 1.108       | 3,2         | 1.146       | 3,5         |
| Wähler                   | Wähler                     | Wähler                                                                     | 34.350      | 46,0        | 32.592      | 43,7        |
| Wahlberechtigte          | Wahlberechtigte            | Wahlberechtigte                                                            | 74.637      |             | 74.662      |             |
|                          |                            |                                                                            |             |             |             |             |
| Quelle: Innenministerium |                            |                                                                            |             |             |             |             |

### Nachwahl 2023
Die Wahl fand am 22. und 29. Januar statt.
| Kandidaten                                      | Kandidaten            | Parteien                                                                   | 1. Wahlgang | 1. Wahlgang | 2. Wahlgang | 2. Wahlgang |
| Kandidaten                                      | Kandidaten            | Parteien                                                                   | Stimmen     | %           | Stimmen     | %           |
| ----------------------------------------------- | --------------------- | -------------------------------------------------------------------------- | ----------- | ----------- | ----------- | ----------- |
|                                                 | Laure Millergewählt   | ENS – Ensemble ! (La République en marche)                                 | 5.227       | 30,0        | 9.047       | 51,8        |
|                                                 | Anne-Sophie Frigout   | RN – Rassemblement National                                                | 6.059       | 34,8        | 8.418       | 48,2        |
|                                                 | Victorien Pâté        | NUP – Nouvelle union populaire écologique et sociale (La France insoumise) | 2.815       | 16,2        |             |             |
|                                                 | Stéphane Lang         | LR – Les Républicains                                                      | 1.929       | 11,1        |             |             |
|                                                 | Nesma Sayoud          | ECO – Écologie au centre                                                   | 521         | 3,0         |             |             |
|                                                 | Marie Pace            | REC – Reconquête                                                           | 436         | 2,5         |             |             |
|                                                 | Thomas Rose           | EXG – Lutte Ouvrière                                                       | 309         | 1,8         |             |             |
|                                                 | Pierre Schwarz        | REG – Unabh.                                                               | 114         | 0,7         |             |             |
|                                                 | Salvador Ribeiro      | DIV – Unabh.                                                               | 1           | 0,0         |             |             |
| Gesamt                                          | Gesamt                | Gesamt                                                                     | 17.411      | 100         | 17.465      | 100         |
|                                                 |                       |                                                                            |             |             |             |             |
| Leere Stimmzettel                               | Leere Stimmzettel     | Leere Stimmzettel                                                          | 277         | 1,6         | 883         | 4,7         |
| Ungültige Stimmzettel                           | Ungültige Stimmzettel | Ungültige Stimmzettel                                                      | 121         | 0,7         | 356         | 1,9         |
| Wähler                                          | Wähler                | Wähler                                                                     | 17.809      | 24,0        | 18.704      | 25,2        |
| Wahlberechtigte                                 | Wahlberechtigte       | Wahlberechtigte                                                            | 74.312      |             | 74.321      |             |
|                                                 |                       |                                                                            |             |             |             |             |
| Quellen: Kandidaten – 1. Wahlgang – 2. Wahlgang |                       |                                                                            |             |             |             |             |

### Parlamentswahl 2024
| Kandidaten               | Kandidaten            | Parteien                                           | 1. Wahlgang | 1. Wahlgang | 2. Wahlgang | 2. Wahlgang |
| Kandidaten               | Kandidaten            | Parteien                                           | Stimmen     | %           | Stimmen     | %           |
| ------------------------ | --------------------- | -------------------------------------------------- | ----------- | ----------- | ----------- | ----------- |
|                          | Laure Millergewählt   | ENS – Ensemble pour la République (Renaissance)    | 14.756      | 30,4        | 27.511      | 58,1        |
|                          | Anne-Sophie Frigout   | RN – Rassemblement National                        | 17.645      | 36,3        | 19.859      | 41,9        |
|                          | Stéphane Pirouelle    | UG – Nouveau Front populaire (La France insoumise) | 10.560      | 21,7        |             |             |
|                          | Stéphane Lang         | DVD – Les Républicains                             | 3.425       | 7,1         |             |             |
|                          | Ghislain Wysocinski   | ECO – Écologie au centre                           | 1.301       | 2,7         |             |             |
|                          | Marie Pace            | REC – Reconquête                                   | 446         | 0,9         |             |             |
|                          | Thomas Rose           | EXG – Lutte Ouvrière                               | 420         | 0,9         |             |             |
| Gesamt                   | Gesamt                | Gesamt                                             | 48.553      | 100         | 47.370      | 100         |
|                          |                       |                                                    |             |             |             |             |
| Leere Stimmzettel        | Leere Stimmzettel     | Leere Stimmzettel                                  | 552         | 1,1         | 1.593       | 3,2         |
| Ungültige Stimmzettel    | Ungültige Stimmzettel | Ungültige Stimmzettel                              | 338         | 0,7         | 552         | 1,1         |
| Wähler                   | Wähler                | Wähler                                             | 49.443      | 66,3        | 49.515      | 66,3        |
| Wahlberechtigte          | Wahlberechtigte       | Wahlberechtigte                                    | 74.627      |             | 74.637      |             |
|                          |                       |                                                    |             |             |             |             |
| Quelle: Innenministerium |                       |                                                    |             |             |             |             |